# Crocypus macroleuca
Crocypus macroleuca là một loài bướm đêm trong họ Geometridae.